# Comté de Brown (Kansas)
Pour les articles homonymes, voir Comté de Brown.
Le comté de Brown est l’un des 105 comtés de l’État du Kansas, aux États-Unis. Fondé le 25 août 1855, il a été nommé en hommage au sénateur Albert G. Browne. L’absence de e dans le nom du comté est probablement une erreur.
Siège et plus grande ville : Hiawatha.

## Géolocalisation
|                  | Comté de Richardson (Nebraska) |                   |
| Comté de Nemaha  | Comté de Brown                 | Comté de Doniphan |
| Comté de Jackson |                                | Comté d’Atchison  |